# De Witt (Arkansas)
Pour les articles homonymes, voir De Witt.
La ville américaine de De Witt (ou DeWitt) est le siège du district sud du comté d'Arkansas, dans l’Arkansas. Lors du recensement de 2010, sa population s’élevait à 3 292 habitants.
Le siège du district nord du comté est Stuttgart.

## Démographie
| 1880 | 1890 | 1900 | 1910 | 1940  | 1950  |
| ---- | ---- | ---- | ---- | ----- | ----- |
| 169  | 246  | 318  | 831  | 2 498 | 2 843 |

| 1960  | 1970  | 1980  | 1990  | 2000  | 2010  |
| ----- | ----- | ----- | ----- | ----- | ----- |
| 3 019 | 3 728 | 3 928 | 3 553 | 3 552 | 3 292 |

## Source
- (en) Cet article est partiellement ou en totalité issu de l’article de Wikipédia en anglais intitulé « De Witt, Arkansas » (voir la liste des auteurs).